# Physoplexis comosa
Physoplexis comosa (L.) Schur – gatunek rośliny z rodziny dzwonkowatych (Campanulaceae Juss.) z monotypowego rodzaju Physoplexis. Występuje naturalnie w środkowej części Południowych Alp Wapiennych – od Lago di Como aż po Alpy Julijskie. 
Gatunek uprawiany jest jako oryginalna roślina ozdobna na skalniakach.

## Morfologia

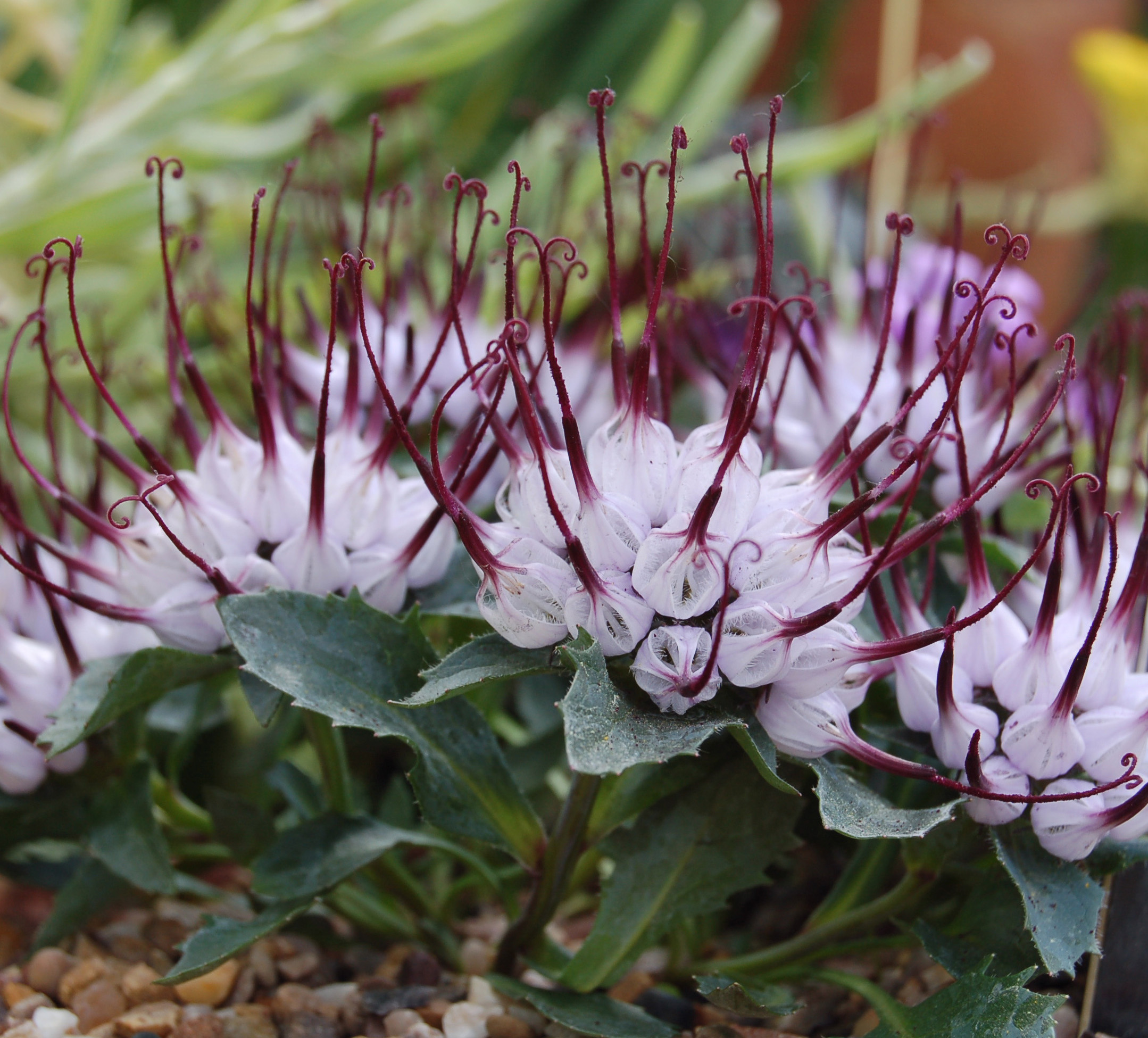
Kwiaty

PokrójBylina o kępiastych, zwartym pokroju. Dorasta do 15 cm wysokości. Łodyga jest krótka, wzniesiona.
LiścieLiście odziomkowe mają nerkowaty kształt. Blaszka liściowa jest ząbkowana na brzegu. Liście łodygowe są naprzemianległe. Mają eliptyczny kształt. Blaszka liściowa jest nieregularnie ząbkowana na brzegu. Wszystkie liście ogonkowe, ogonki osiągają 3–7 cm długości.
KwiatyZebrane po 20 w półkuliste kwiatostany rozwijające się na szczytach pędów. Kwiaty osadzone są na krótkich szypułkach. Kwiaty osiągają do 1,5–2 cm długości. Mają barwę od jasnoczerwonawej do jasnoliliowej. Płatki są stulone przy wierzchołku na długości 1,5–3 cm. Ponad nie wyrasta dwułatkowe znamię przybierające ciemnofioletową lub prawie czarną barwę.

## Biologia i ekologia
Rośnie w szczelinach skalnych. Może rosnąć bezpośrednio na skałach, bez warstwy próchnicy. Preferuje podłoże wapienne (dolomitowe). Występuje na wysokości od 1000 do 1800 m n.p.m. Kwitnie od czerwca do sierpnia. 
Mimo że roślina należy do rodziny dzwonkowatych, to jej kwiaty nie otwierają się dzwonkowato, lecz są stulone przy wierzchołku. Dzięki temu płatki korony naciskają pylniki w kierunku znamienia, doprowadzając w ten sposób do samozapylania. Jest to istotne w przypadku braku owadów, które mogłyby dokonać zapylenia.

## Uprawa
Zalecana do uprawy w szczelinach skalnych wypełnionych przepuszczalną glebą żwirową z domieszką gliny i dolomitu. Źle znosi intensywne nasłonecznienie.